# Kruidtuin (Mechelen)

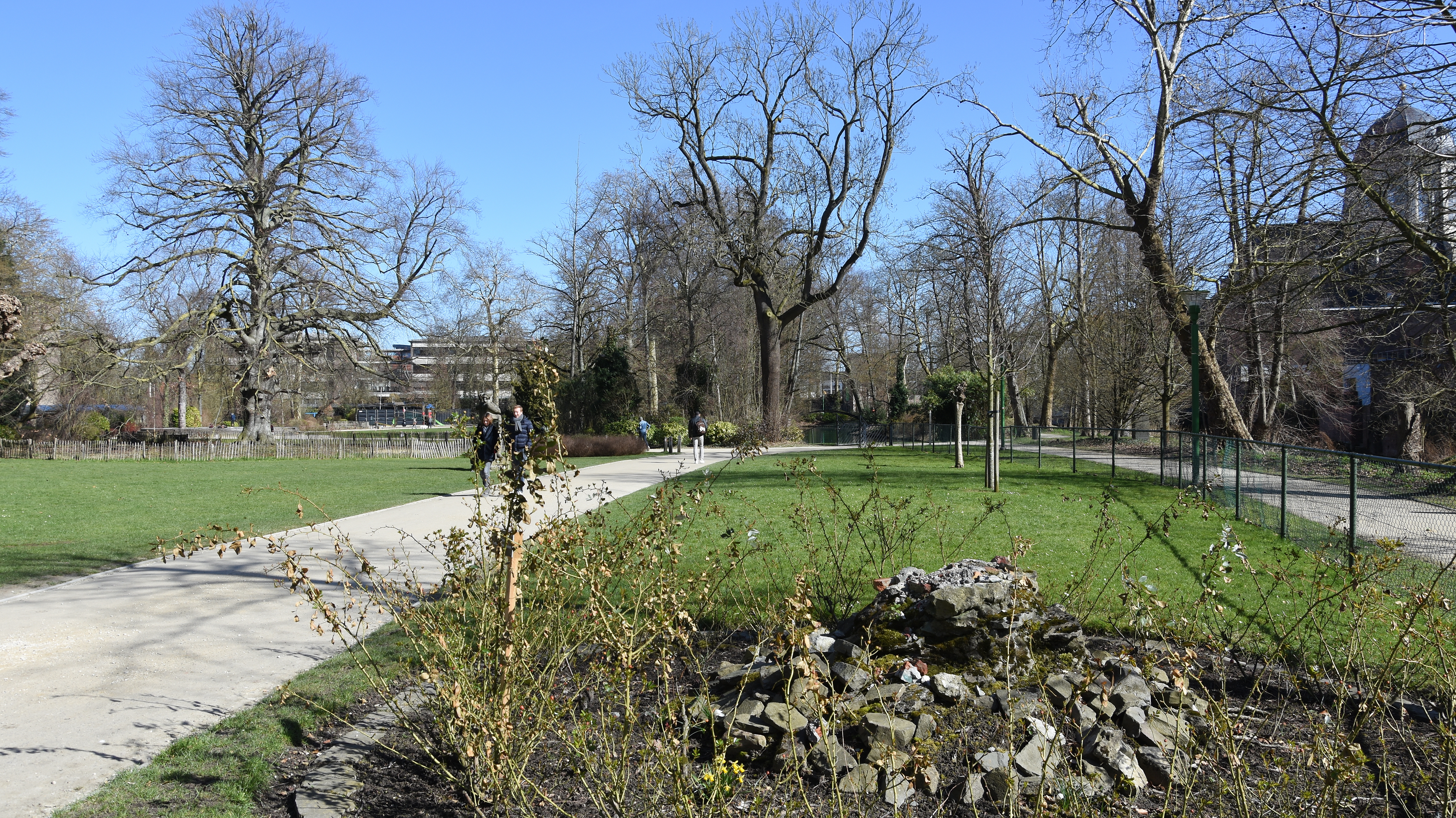
Kruidtuin van de commanderij van Pitzemburg

De Kruidtuin is een park in de stad Mechelen in de provincie Antwerpen. In de volksmond wordt hij "den Botanique" genoemd.
De Kruidtuin is met een oppervlakte van 30.640 m² het grootste openbare park in het historische centrum van Mechelen. Hij bevindt zich op het einde van de Bruul, met zicht op de Binnendijle en de Fonteinbrug. De hoofdingang is langs de Bruul, terwijl er nog ingangen zijn langs de Pitzemburgstraat en de Zandpoortvest. Ook is er een kleine ingang bij de campus Kruidtuin van de Thomas More Hogeschool.
In juli en augustus organiseert Mechelen in de Kruidtuin Parkpop. Dit zijn gratis toegankelijke concerten op donderdagavond.

## Geschiedenis

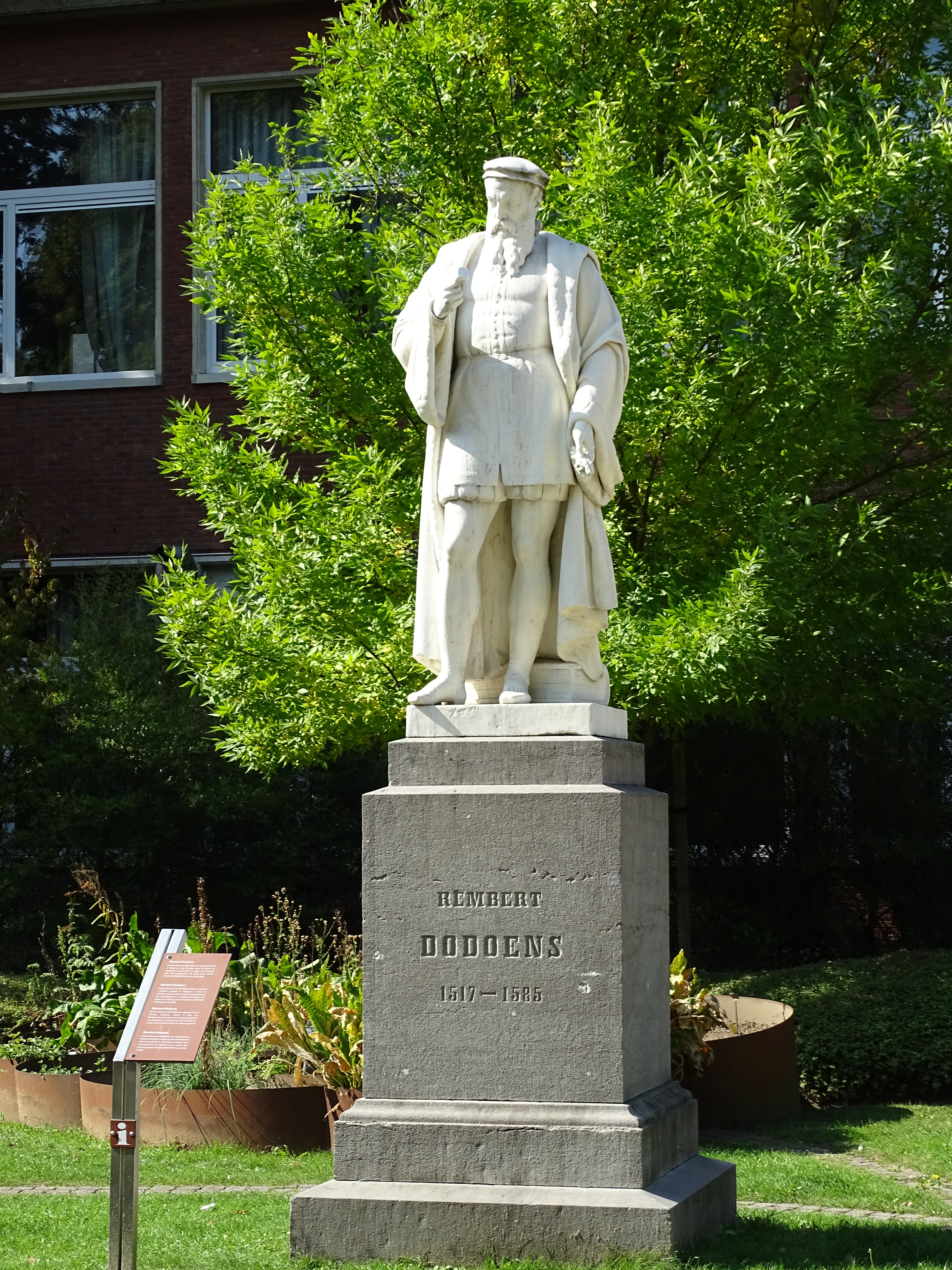
Standbeeld van Rembert Dodoens

Het park diende sinds de middeleeuwen als tuin voor de commanderij van Pitzemburg. Carolus Clusius plantte hier in 1580 voor het eerst aardappelen. Na de afschaffing van de ridderorde werd in de negentiende eeuw een Engelse landschapstuin aangelegd voor de leden van de elitaire Société Royale d'Horticulture. Deze tuin voor welgestelde burgers werd tweemaal per week werd opengesteld voor het grote publiek. In 1852 werden er een prieel en een oranjerie gebouwd, die verdwenen na de Tweede Wereldoorlog. De kruidtuin is in 1862 ontworpen door Louis Fuchs. In 1912 werd het park overgenomen door de stad en algemeen toegankelijk gemaakt.

## Bomenbestand
In de Kruidtuin staan diverse parkbomen waaronder: inheemse soorten zoals gewone en rode beuk, gewone es en linde. Daarnaast staan er ook exoten zoals de gewone plataan, witte paardenkastanje, esdoorn, Japanse notenboom, Amerikaanse eik en een magnolia. Sommige bomen hebben een monumentale omvang bereikt waaronder enkele platanen, beuken, een linde en een witte paardenkastanje. Vooral een imposante rode beuk vormt door zijn omvang een belangrijke blikvanger in het park.  De boom kreeg een verzorging op maat zodat hij zo lang mogelijk kan verder leven als veteraanboom.

## Beelden
Het witmarmeren standbeeld van botanicus Rembert Dodoens dat in de tuin staat werd gemaakt door de Mechelse kunstenaar Jozef Tuerlinckx en onthuld in 1862. Rond het standbeeld stonden in 1980 250 verschillende kruiden. In een plantsoen bevindt zich de bronzen beeldengroep 'Jong meisje met hazewind' van Hendrik Van Perck (1869-1951). Verder is er een witstenen beeld 'Boerendans' van Nest Wijnants.